# تشارلز بارينت
تشارلز بارينت هو محامي وسياسي كندي، ولد في 18 نوفمبر 1894 في مدينة كيبك في كندا، وتوفي في 12 يونيو 1961. نشط حزبياً في الحزب الليبرالي الكندي. وقد انتخب عضو مجلس العموم الكندي.